# Karken
Karken is een plaats in de Duitse gemeente Heinsberg, deelstaat Noordrijn-Westfalen, en telt 3498 inwoners (2007). Karken ligt vlak bij de Nederlandse grens en net ten zuiden van de rivier de Roer. De doorgaande weg van Roermond naar Heinsberg loopt door de plaats heen.

## Geschiedenis
In 1198 werd Karken voor het eerst schriftelijk vermeld als Kerreke. Ene Giselbertus von Kerreke was toen de plaatselijke heer. In 1591 vond een bloedbad plaats door Spaanse soldaten op burgers die in de kerk waren gevlucht.

## Bezienswaardigheden
- Toren van de oude parochiekerk, vierkante toren van 1779.
- Wolfhager Mühle, watermolen met volledig binnenwerk.
- Karker Mühle, watermolen met volledig maalwerk
- Diverse veldkapelletjes
- Sint-Severinuskerk, neogotisch bouwwerk, ingewijd in 1901, beschadigd begin 1945, hersteld 1951, toren gebouwd in 1964. De kerk bezit een Maaslands kruisbeeld uit de 15e eeuw.

## Natuur en landschap
Karken ligt aan de Roer op een hoogte van 32 meter. Naast de Roer zijn er kleine beekjes als de Schaafbach, de Flutgraben en de Mühlenbach. In het noordwesten ligt de Duits-Nederlandse grens.

## Nabijgelegen kernen
Posterholt, Steinkirchen, Ophoven, Kempen, Haaren, Kirchhoven